# Élise L'Heureux
Élise L'Heureux (roz. Élise L'Hérault; 22. ledna 1827 – leden 1896) byla kanadská fotografka z Quebecu. Její počáteční umělecké zaměření bylo na portréty, typicky dětí, díky kterým se stala známou. Svou tvorbu rozšířila o vizitky carte de visite a krajiny. L'Heureux přispěla k dokumentární fotografii v 19. století prostřednictvím svých portrétů obyvatel a krajin Quebecu. Po smrti manžela vedla vlastní fotografickou společnost.

## Životopis
Élise L'Heureux se v roce 1849 provdala za Jules-Isaïe Benoîta (dit Livernois). Pár v roce 1854 založil své daguerrotypní studio v domě L'Heureuxových rodičů. Tento byznys se později rozšířil o tři ateliéry specializující se na portréty. L'Heureux převzala podnik poté, co její manžel v roce 1865 zemřel na tuberkulózu . O rok později se spojila se svým zetěm Louisem Bienvenu a založila fotografické studio Livernois a Bienvenu.
L'Heureux 19. srpna 1851 porodila syna Julese Ernesta Benoita (dit Livernois) v Saint-Zéphirin-de-Courval v Quebecu . Šel ve stopách svých rodičů, cestoval po Quebecu, fotografoval krajiny a venkovní skupinové portréty. V roce 1989 byl jedním ze čtyř fotografů 19. století, kteří byli připomenuti na kanadské poštovní známce.

## Kariéra

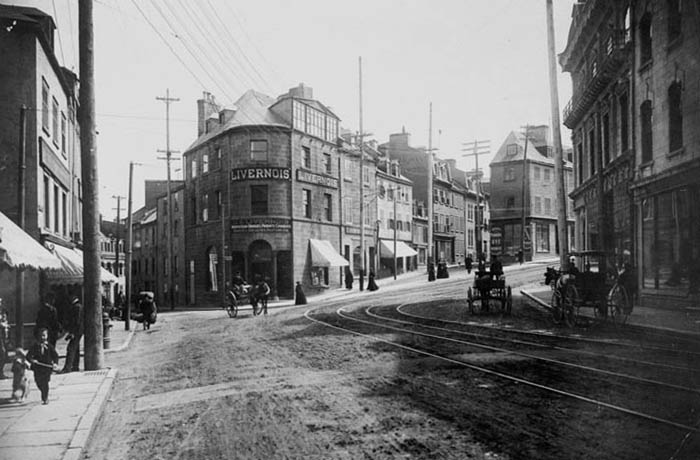
Studio Liverpool v Quebec City

L'Heureux začala svou kariéru ve fotografii v roce 1856. Specializovala se na portréty dětí od roku 1857 do roku 1858. Podnik se rozšířil o tři ateliéry. Poté, co ona a Bienvenu vstoupili do partnerství, se obchod rozšířil o cartes de visite a krajiny kromě portrétů. Mnoho děl studia je nyní ve vlastnictví Národního muzea umění Québecu.
Studio mělo svá díla uváděná v L'Opinion publique a Canadian Illustrated News . Partnerství s Bienvenu bylo rozpuštěno v dubnu 1873.  Jules Livernois převzal studio až do roku 1952. V roce 1979 podnik zkrachoval.

## Fotografické techniky
L'Heureux používala fotografické techniky včetně daguerrotypie a kolodiového tisku, neboli „mokré desky“ a stereoskopie.

## Výstavy
- První výstava L'Heureux byla v Nouvelle Galerie Historique v lednu 1866. Následná výstava se konala v červenci 1867 a představovala sbírku portrétů slavných.[8]
- Dílo L'Heureux je vystaveno v Musée national des beaux-arts du Québec, v Bibliothèque et Archives nationales du Québec, Library and Archives Canada a v Centru dokumentace iniciativy Canadian Women Artists History v Quebecu.[5]

## Smrt
L'Heureux zemřela v Quebec City v lednu 1896.

## Galerie

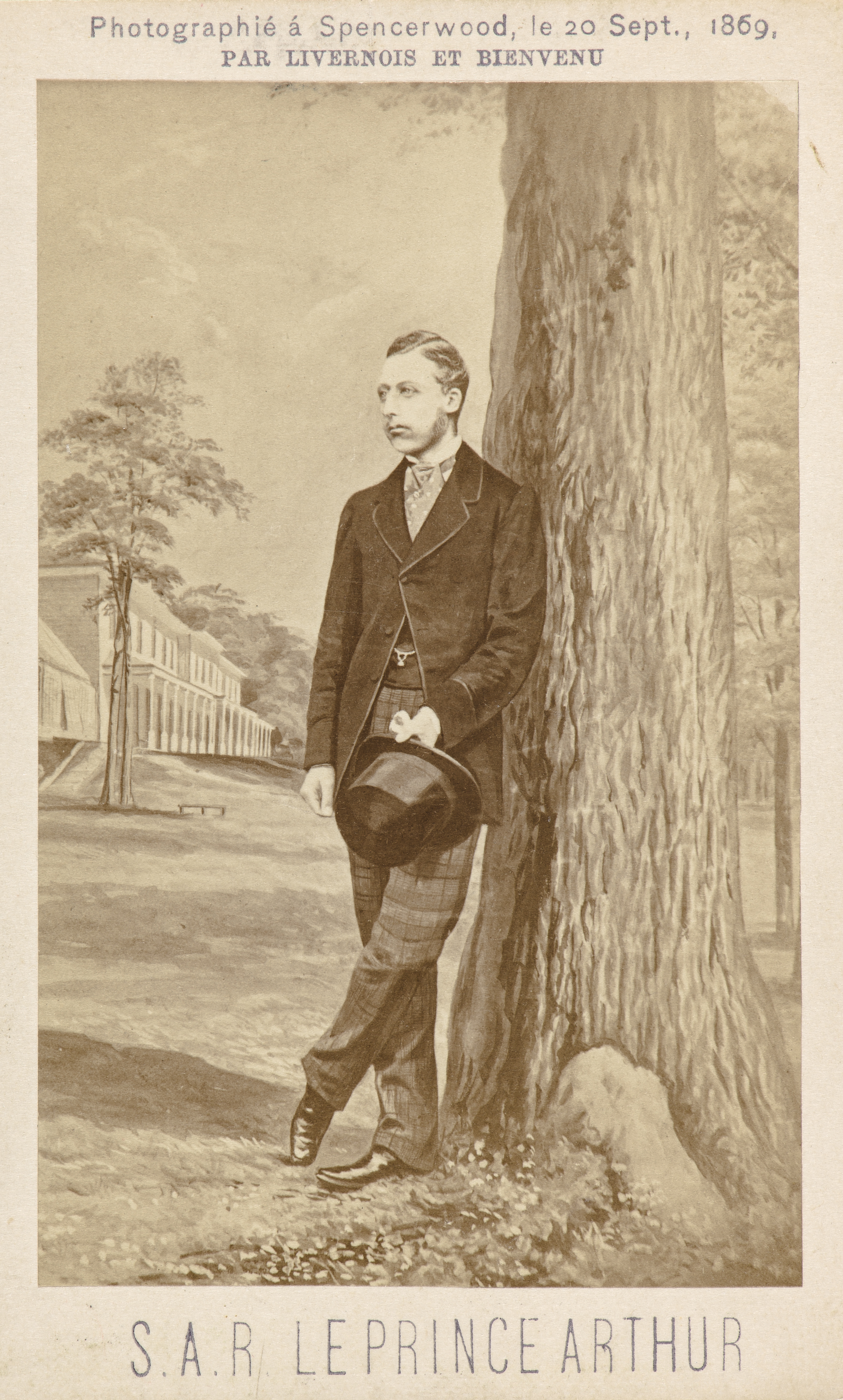
Livernois & Bienvenu, Jeho královská Výsost princ Arthur před Spencer Woodem, 10. září 1869, kolekce MNBAQ
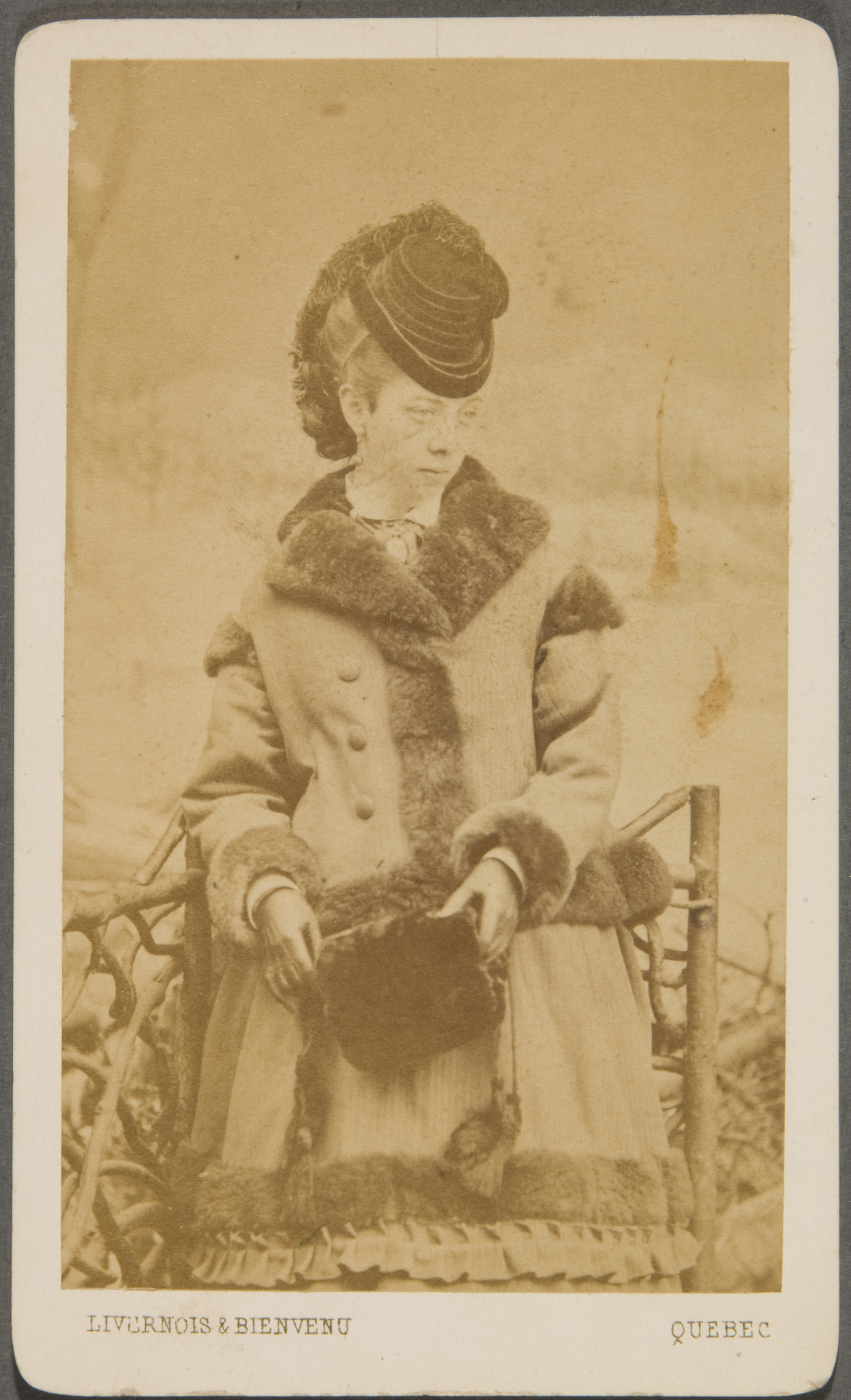
Livernois & Bienvenu, Portrét ženy, v zimním kostýmu, mezi 1866 a 1873, MNBAQ Collection
Livernois & Bienvenu, Lina Hamel jako děvče, mezi 1866 a 1869, MNBAQ Collection
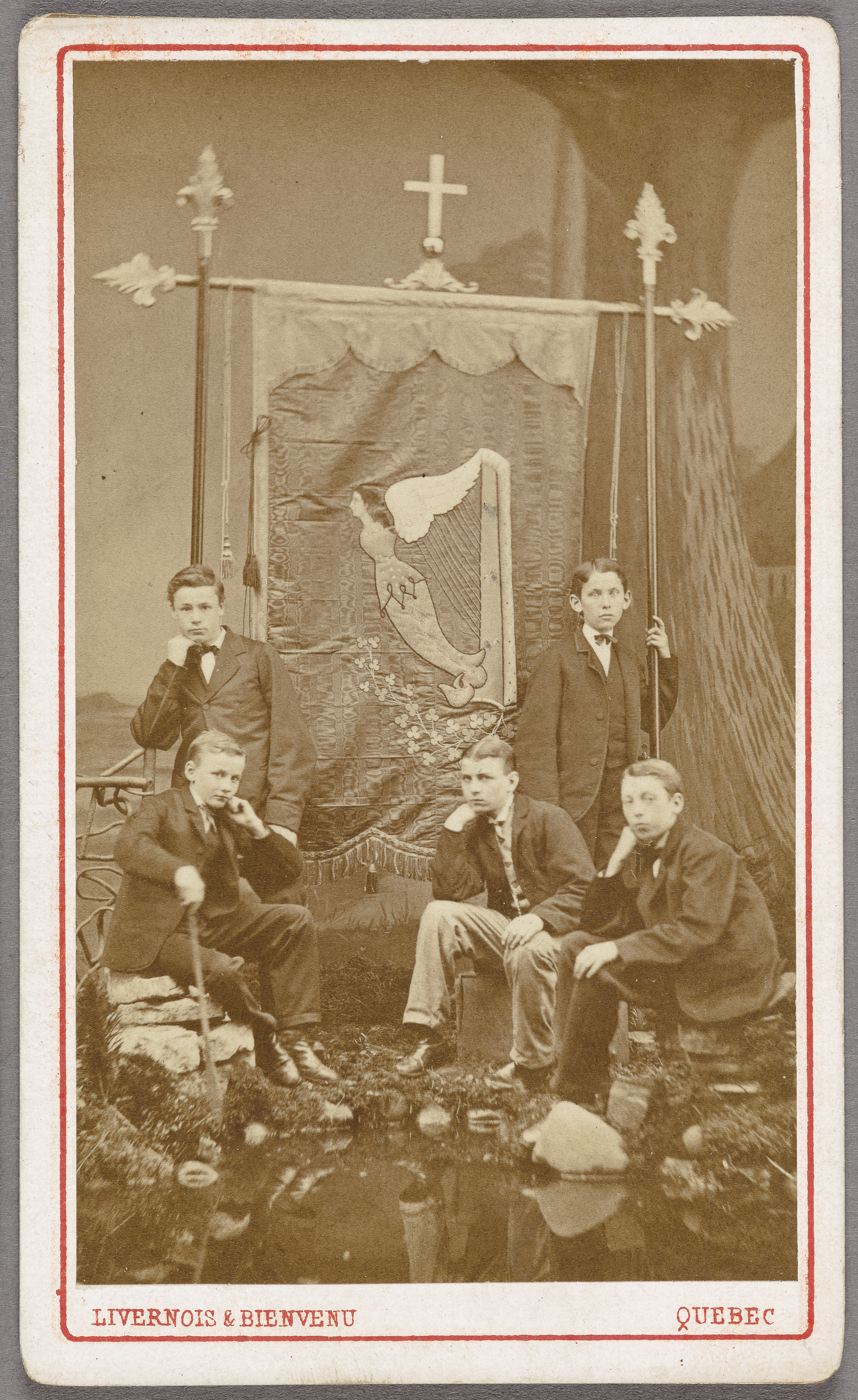
Livernois & Bienvenu, Skupina Irů před transparentem: Jack Hawkins, Tom McCaffrey, Thomas Meegan, Peter Sullivan a John P. Horan, mezi 1866 a 1873, MNBAQ Collection